# Murata Koichi
Murata Koichi (sinh ngày 6 tháng 9 năm 1996) là một cầu thủ bóng đá người Nhật Bản.

## Sự nghiệp câu lạc bộ
Murata Koichi hiện đang chơi cho Mito HollyHock.